# Partit Comunista d'Armènia
El Partit Comunista d'Armènia (armeni: Հայաստանի կոմունիստական կուսակցություն, Haiastaní Komunistakan Kusaktsutiun; rus: Коммунистическая партия Армении, Kommunisticheskaya Partiya Armenii) fou una branca del Partit Comunista de la Unió Soviètica (PCUS) a la República Socialista Soviètica d'Armènia (RSSA), sent l'únic partit polític legal al país entre el 1920 i 1990. Les seues sigles eren PCA (armeni: ՀԿԿ, HKK; rus: КПА, KPA). El partit publicava el diari Sovetakan Haiastan ("Armènia Soviètica") i la revista mensual Leninian Ughiov ("Pel camí de Lenin").

## Història
El primer grup marxista d'Armènia fou fundat per Stepan Xaumian el 1899 a Jalaloghli (actual Stepanavan). L'any 1902, Xaumian, Bogdan Knuniants i Arxak Zurabov fundaren la Unió dels Socialdemòcrates Armenis a Tiflis com a branca del Partit Obrer Socialdemòcrata Rus. Com el partit mare, la formació armènia aviat es dividí en faccions bolxevics i menxevics.
Durant l'existència de la República Democràtica d'Armènia (1918-1920), els bolxevics van lluitar fortament contra el govern de la Federació Revolucionària Armènia (FRA). El setembre de 1919, les organitzacions bolxevics armènies crearen el Comité Armeni (Armenkom) del Partit Comunista Rus (Bolxevic). El maig de 1920, van liderar un fallit colp d'estat armat contra el govern de la FRA. Molts dels bolxevics armenis foren executats o forçats a fugir cap a la recentment sovietitzada Azerbaidjan després que fallara l'alçament, cessant pràcticament totes les activitats comunistes a Armènia.
El 30 de juny de 1920, el Partit Comunista Rus autoritzà la creació dels partits comunistes d'Armènia, Azerbaidjan i Geòrgia, els quals romandrien sota el control del Departament del Caucas o Kavbiuró del partit. Un altre Partit Comunista d'Armènia fundat ek 1918 per a fer propaganda bolxevic entre els refugiats de l'Armènia Occidental es fussioná amb el PCA principal. El novembre de 1920, se creà a Bakú el Comité Revolucionàri Armeni o Armrevkom, dirigit per Sarkis Kasian, per a facilitar la invasió soviètica d'Armènia. El 29 de novembre de 1920, l'Armrevkom traspassà la frontera armènia juntament amb l'Exèrcit Roig i declarà formalment la República Socialista Soviètica d'Armènia (RSSA).
El primer congrés del Partit Comunista d'Armènia va tindre lloc el gener de 1922, el mateix any que fou fundada la Unió de Repúbliques Socialistes Soviètiques (URSS) amb la República Federal Soviètica de Transcaucàsia com a membre constituent. Durant la Gran Purga, molts dels dirigents del partit foren acusats de ser trotskistes o de la FRA i executats el 1937.
A les eleccions parlamentàries armènies de 1990, les darreres de l'Armènia soviètica, el PCA va perdre rellevància front als independents del Moviment Nacional Pan-Armeni. El 4 d'agost de 1990, Levon Ter-Petrosian fou elegit president del Sòviet Suprem. Aquesta fou la primera vegada que un partit no-comunista arribà al poder a la URSS. El 19é Congrés del Partit Comunista d'Armènia, celebrat el 7 de setembre de 1991, decidí la dissolució del partit. El darrer Primer Secretari del partit, Aram Gaspari Sargsian, va crear el Partit Democràtic d'Armènia (PDA). El mateix any fou creat el Partit Comunista Armeni (PCA) sota el lideratge de Sergei Badalian, el qual es considera successor del Partit Comunista de l'Armènia Soviètica.

## Liders del partit
Heus ací una llista integral dels Secretaris Generals i Primers Secretaris del Partit Comunista d'Armènia:
- Gevorg Sargisovitx Alikhanian (1920-1921)
- Askanaz Mravian (1921-1922)
- Asoci Hovhannisian (1922-1927)
- Haik Ovsepian (1927-1928)
- Haikaz Kostanian (1928-1930)
- Agasi Khanjian (1930-1936)
- Amatuni Vardapetian (1936-1937)
- Grigor Harutiunian (1937-1953)
- Suren Tovmasian (1953-1960)
- Iakov Zarobian (1960-1966)
- Anton Kotxinian (1966-1974)
- Karén Demirtxian (1974-1988)
- Suren Harutiunian (1988-1990)
- Vladímir Movsisian (1990-1990)
- Stepan Pogosian (1990-1991)
- Aram Gaspari Sargsian (1991-1991)